# ダンスロック
ダンスロック (Dance-rock) は、リズム・アンド・ブルースの影響がわずかなポップ・ロックやポスト・パンクと結び付いたポスト・ディスコの一ジャンルである。パンク・ロックやディスコの人気低下後の1980年代前半に発祥した。
初期のダンスロックの例として、ジーナ・エックスの「NO G.D.M.」、ラス・バラードの「オン・ザ・リバウンド」、ダイナソーLやリキッド・リキッドをはじめとしたアーティスト、2000年に発売されたコンピレーション・アルバム『Disco Not Disco』が挙げられる。

## 定義
マイケル・キャンベルは、著書『Popular Music in America』で、ダンスロックについて「ポスト・パンクとポスト・ディスコの融合」と定義している。また、キャンベルはロバート・クリストガウの言葉を引用し、「1980年代に様々なDJが包括的な用語として使用していたダンス志向のロック」ともしている。
一方で、オールミュージックはダンス・ロックについて「フィリー・ソウル、ディスコ、ファンクの影響を受け、それぞれのスタイルをロックやダンスと融合させ、1980年代および1990年代にロック・ミュージシャンによって演奏された音楽」と定義し、その例としてローリング・ストーンズ、デヴィッド・ボウイ、デュラン・デュラン、シンプル・マインズ、INXS、ユーリズミックス、デペッシュ・モード、ザ・クラッシュ、ニュー・オーダー、ディーヴォを挙げている。

## 歴史
ダンスクラブでは「ロック・ミュージックがディスコに取って代わる」と予想されていたが、代わりにポスト・ディスコやニュー・ウェイヴに加え、ポスト・ディスコが混在していた。ほどなくして、ダンス・ロックの第1陣として、ニュー・オーダー、プリンス、ヒューマン・リーグ、ブロンディ、トム・トム・クラブ、ディーヴォ、ダリル・ホール&ジョン・オーツ、トンプソン・ツインズ、ヘアカット100、ABC、デペッシュ・モード、スパンダー・バレエが登場した。
1981年にクラフトワークはアルバム『コンピューター・ワールド』を発売してR&Bの聴衆を獲得し、アフリカ・バンバータの「プラネット・ロック」やエレクトロ全般に影響を与えており、多数のクロスオーバーが生み出された。時を同じくして、ダンスロックやポスト・ディスコへの関心が高まったことにより、12インチシングル盤やEP盤の人気にも繋がった。
その後ダンスロックは、ガービッジ、ノー・ダウト、ロビー・ウィリアムズ、シザー・シスターズ、ヤング・ラヴ、フランツ・フィルディナンド、アークティック・モンキーズ、カサビアン、ザ・キラーズをはじめとしたオルタナティヴ・ロック・ミュージシャンに影響を与えた。

## 主なダンスロック・ミュージシャン
- ミック・ジャガー[9]
- デヴィッド・ボウイ[9]
- ロッド・スチュワート[9]
- デュラン・デュラン[9]
- ニュー・オーダー[9]
- デペッシュ・モード[9]